# Bass Down Low
"Bass Down Low" é uma canção da cantora norte-americana Dev. Foi escrito pela própria cantora ao lado de seus produtores, The Cataracs, também creditados no título da canção. Foi lançada em 16 de novembro de 2010, através da gravadora Universal Republic como o primeiro single do seu álbum de estreia, The Night the Sun Came Up. Inicialmente, a canção foi escrita para a dupla The Cataracs, mas ela foi dada a Dev, já que eles acreditavam que seria uma música importante para ela, principalmente depois que a mesma participou do sucesso da canção "Like a G6", do Far East Movement. O rapper britânico Tinie Tempah apareceu em um remix oficial da canção, que foi feita para o lançamento do single no Reino Unido. Musicalmente, "Bass Down Low" é uma música com sintetizadores e as letras falam de diferentes formas de deboche.
A canção foi recebida com revisões positivas dos críticos musicais. Comercialmente, "Bass Down Low" atingiu a 61ª posição nos Estados Unidos e a 2ª posição no gráfico Top Heatseekers. O single também ficou entre as quarenta primeiras posições no Canadá e Irlanda. Ele alcançou o seu pico mais alto no Reino Unido, onde atingiu a 10ª posição. O videoclipe de acompanhamento para "Bass Down Low" foi feito em um clube underground. O clipe foi dirigido por Ethan Lader, que se inspirou na moda e no filme Clube da Luta.

## Antecedentes
Em 2008, Dev gravou duas músicas usando o software GarageBand em seu MacBook, e logo depois, um amigo seu postou as canções no MySpace. A produção da dupla The Cataracs, que é formado por Niles Hollowell-Dhar e David Singer-Vine, viram as músicas de Dev, então ela foi para Berkeley na Califórnia, onde começou a produzir novas músicas com os The Cataracs. Seis meses depois, eles lançaram a primeira música, intitulada "2night" que entrou na parada musical da Billboard, na Hot Dance Airplay. Em 2009, Dev assinou com uma gravadora chamada Indie-pop, e se mudou para Los Angeles, onde começou a trabalhar em seu álbum de estreia. A dupla The Cataracs começou a produzir a faixa "Booty Bounce" para Dev. Durante a escrita dos versos da canção, os The Cataracs tiveram a ideia de inserir o verso de "Booty Bounce" em outra canção que eles estavam produzindo, que era "Like a G6" do Far East Movement. Dev concordou e dois anos depois disse: "Acabou sendo uma música grande e me deu tanta experiência e oportunidade, foi absolutamente incrível. Graças à Deus eu concordei com isso". O single "Like a G6" do Far East Movement foi lançado em abril de 2010 e conseguiu boas posições em várias paradas musicais pelo mundo Nos Estados Unidos, o single atingiu a 1ª posição, e vendeu mais de três milhões de cópias. Em agosto do mesmo ano, Dev lançou um videoclipe viral para "Booty Bounce" e dois meses depois assinou um contrato com a gravadora Universal Republic.

## Escrita e composição

### Escrita
"Bass Down Low" foi escrito por Dev e pela dupla The Cataracs, que também produziram a canção. Mais tarde, a música foi mixada por Manny Marroquin no Larrabee Studios e masterizado por Tom Coyne no Sterling Sound, em Nova York. A canção seria originalmente dos The Cataracs com a participação de Dev, mas a dupla resolveu colocar Dev como artista principal da faixa por achar que seria importante para ela. Dev descreveu "Bass Down Low" como uma faixa "atrevida e divertida" e considerou como um grande acompanhamento para "Like a G6". Em entrevista à revista adolescente Seventeen, ela falou sobre a concepção da música, afirmando: "Estávamos no estúdio escrevendo algumas coisas bem 'mandonas' e divertidas. Ficamos em um estúdio no sótão onde compomos juntos a canção".

### Composição
"Bass Down Low" é uma música com sintetizadores que deslizam sob um electropop pulsante. Dev utiliza seu vocal para "cantar e falar" em grande parte da música, menos no final da canção, onde apenas canta. No verso da canção, ela age com um tom inexpressivo, enquanto canta: "If you wanna get with me, there's some things you gotta know / I like my beats fast and my bass down low." A música também tem um verso sobre o The Black Eyed Peas, quando os The Cataracs cantam: "giving you that Black Eyed Peas – you know, that 'Boom Boom Pow'". Na sua letra, a faixa fala sobre diferentes formas de deboche.

## Recepção da crítica
Ed Masley do The Arizona Republic reconheceu "Bass Down Low" como um dos melhores singles de dezembro de 2010, colocando-a na 4ª posição em sua lista pessoal. Ele continuou: "O The Black Eyed Peas podem ser os que ganham o shout-out aqui, mas todos os outros elementos de 'Bass Down Low'  foram feitos sob medida para apertar 15 minutos extras de Tik Tok". Masley também elogiou a introdução de palavra falada no começo da canção, o electropop groove e ressaltou a arrogância nos vocais de Dev, chamando-as de "arrogância de Valley Girl". Ele finalizou sua revisão escrevendo que a música soava como "um lote inteiro" da faixa "Like a G6" do Far East Movement. Ron Slomowicz do site about.com também escreveu uma revisão positiva do single, chamando-a de "esquiva, vulgar e de um caso sexy". Slomowicz completou: "Dev prova que ela tem o timbre para desafiar qualquer pessoa com suas cenas vulgares, sua letra sedutora e uma batida louca criada pelos Cataracs... Com toda justiça, essa faixa vai dominar em 2011". Ao rever o álbum, The Night the Sun Came Up, Jamie Horne do site australiano The Border Mail disse: "Bass Down Low" e "In My Trunk" são semelhantes ao Black Eyed Peas, mas quem produziu foi o The Cataracs, então Dev não é um clone".

## Desempenho comercial
Nos Estados Unidos, "Bass Down Low" estreou na 94ª posição no Billboard Hot 100, principal parada musical do mundo que lista as cem músicas mais vendidas e tocadas no território americano. Na semana seguinte, subiu para a 74ª posição, mas depois sumiu das paradas americanas. Na semana de 15 de janeiro de 2011, a canção re-entrou na parada, na 99ª posição. Quatro semanas depois, atingiu o seu maior pico, a 61ª posição. A canção também ficou por três semanas não-consecutivas na segunda posição no Top Heatseekers, gráfico que mostra as músicas mais tocadas nos Estados Unidos de artistas iniciantes. Até o momento, o single vendeu mais de 443 mil downloads pagos nos Estados Unidos, segundo a Nielsen SoundScan. No Canadá, "Bass Down Low" estreou na 49ª posição em 1 de janeiro de 2011. Logo depois, a música atingiu o seu pico, a 35ª posição, em 12 de fevereiro de 2011, ficando por 16 semanas na parada musical canadense. No Reino Unido, a canção estreou na 66ª posição em 7 de maio de 2011. Depois de subir por cinco semanas nas paradas britânicas, a canção atingiu o seu pico, a 10ª posição, tornando o segundo single de Dev a figurar entre as dez primeiras posições no Reino Unido. O single também atingiu a 18ª posição na Escócia, e a 28ª na Irlanda.

## Videoclipe
O vídeo musical de "Bass Down Low" foi dirigido por Ethan Lader em um armázem no centro de Los Angeles, na Califórnia. Lader já havia dirigido outro vídeo de Dev, que foi seu single promocional "Booty Bounce". A inspiração por trás de "Bass Down Low", segundo Lader, foi "o filme Clube da Luta misturado com a alta moda. Além de ter uma abordagem sexy, mas sem esforço". Foi também o primeiro vídeo onde Dev participou do processo de criação da obra visual, ela explicou para o diretor que queria que o vídeo tivesse uma festa energética e orgânica. O vídeo estreou no site de vídeos musicais, Vevo, em 2 de dezembro de 2010, e em 7 de dezembro do mesmo ano, ficou disponível para download digital no iTunes Store.
O vídeo se passa em uma festa de um clube underground onde Dev dá sinais para a multidão dançar. O vídeo também inclui cenas onde Dev e várias mulheres ficam de pé, encostadas em uma parede, enquanto empurram os seus seios. As cenas continuam, mostrando coisas que estão sendo quebradas e várias pessoas de pé, paradas, como estátuas. Ron Slomowicz do site about.com analisou positivamente o vídeo, chamando-o "de simples, mais divertido".

## Lista de faixas
"Bass Down Low" foi enviado para às rádios rhythmic dos Estados Unidos em 16 de novembro de 2010.  Mais tarde, foi lançado digitalmente em 6 de dezembro de 2010, e enviado às rádios em 11 de janeiro de 2011. Uma versão alternativa que tem os The Cataracs como artistas principais da canção foi lançado em um extended play (EP) de remixes em 29 de março de 2011. Para o lançamento da canção no Reino Unido, a faixa ganhou a participação do rapper britânico Tinie Tempah. Essa participação está na edição inglesa do EP digital de remixes do single, lançado em 23 de abril de 2011 no território britânico. Nos outros países, o remix com Tinie Tempah recebeu o nome de "The U.K Mix".
| Download digital |                 |                    |         |  |
| N.º              | Título          | Compositor(es)     | Duração |  |
| 1.               | "Bass Down Low" | Dev e The Cataracs | 3:31    |  |

| EP digital - Remixes |                                                       |         |  |
| N.º                  | Título                                                | Duração |  |
| 1.                   | "Bass Down Low"                                       | 3:30    |  |
| 2.                   | "Bass Down Low" (Static Revenger Remix)               | 5:43    |  |
| 3.                   | "Bass Down Low" (Proper Villains Remix)               | 3:18    |  |
| 4.                   | "Bass Down Low" (5K Remix Club)                       | 5:52    |  |
| 5.                   | "Bass Down Low" (The Cataracs como artista principal) | 3:37    |  |

| EP digital do Reino Unido |                                                         |         |  |
| N.º                       | Título                                                  | Duração |  |
| 1.                        | "Bass Down Low" (Edited Version)                        | 3:28    |  |
| 2.                        | "Bass Down Low" (Tinie Tempah Remix (Clean))            | 3:28    |  |
| 3.                        | "Bass Down Low" (Tinie Tempah Remix (Versão explícita)) | 3:29    |  |
| 4.                        | "Bass Down Low" (Static Revenger Remix)                 | 5:43    |  |
| 5.                        | "Bass Down Low" (5K Remix Club)                         | 5:52    |  |
| 6.                        | "Bass Down Low" (Videoclipe)                            | 3:37    |  |

| The U.K. Mix |                                                                     |         |  |
| N.º          | Título                                                              | Duração |  |
| 1.           | "Bass Down Low" ((The U.K. Mix) (com participação de Tinie Tempah)) | 3:28    |  |

## Créditos
Gravação
- Gravado no estúdio The Indie-Pop Sweat Shop.

Pessoal
- Compositores: Devin Tailes, Niles Hollowell-Dhar, David Singer-Vine
- Produtor: Niles Hollowell-Dhar
- Gravação: The Cataracs
- Mixagem: Manny Marroquin
- Masterização: Tom Coyne

Créditos tirados do encarte do álbum The Night the Sun Came Up.

## Desempenho nas tabelas musicais

### Paradas musicais
| Parada (2010-11)                            | Melhor posição |
| ------------------------------------------- | -------------- |
| Austrália - ARIA Charts                     | 66             |
| Bélgica - Ultratop (Flanders)               | 8              |
| Canadá - Canadian Hot 100                   | 35             |
| Escócia - Scottish Singles and Albums Chart | 36             |
| Irlanda - Irish Recorded Music Association  | 28             |
| Países Baixos - Single Top 100              | 92             |
| Reino Unido - UK Singles Chart              | 10             |
| Estados Unidos - Billboard Hot 100          | 61             |
| Estados Unidos - Pop Songs (Billboard)      | 35             |

## Histórico de lançamento
| País           | Data                   | Formato               |
| -------------- | ---------------------- | --------------------- |
| Estados Unidos | 16 de novembro de 2010 | Rhythmic contemporary |
| Austrália      | 6 de dezembro de 2010  | Download digital      |
| Brasil         | 6 de dezembro de 2010  | Download digital      |
| Nova Zelândia  | 6 de dezembro de 2010  | Download digital      |
| Estados Unidos | 7 de dezembro de 2010  | Download digital      |
| Estados Unidos | 11 de janeiro de 2011  | Mainstream rádio      |
| Estados Unidos | 29 de março de 2011    | EP digital de remixes |
| Brasil         | 1 de abril de 2011     | EP digital de remixes |
| Alemanha       | 22 de abril de 2011    | Download digital      |
| Reino Unido    | 23 de abril de 2011    | EP digital            |
| Estados Unidos | 23 de maio de 2011     | Remix download        |